# William Odling
William Odling, membro della Royal Society (Southwark, 5 settembre 1829 – Oxford, 17 febbraio 1921), è stato un chimico inglese che contribuì allo sviluppo della tavola periodica.

## Biografia
Negli anni 1860 Odling, come molti chimici, stava lavorando sulla tavola periodica degli elementi. Egli era interessato ai pesi atomici e alla presenza di una periodicità delle proprietà chimiche. William Odling e Lothar Meyer elaborarono tabelle simili alla tavola originale di Dmitri Mendeleev, ma con miglioramenti. Odling elaborò una tabella di elementi utilizzando gruppi ripetuti di sette elementi, che aveva un'impressionante somiglianza con la prima tabella di Mendeleev. I gruppi sono orizzontali, gli elementi sono in ordine di peso atomico crescente e vi sono delle caselle vuote per quelli sconosciuti. In aggiunta, Odling risolse il problema del tellurio-iodio e riuscì persino a posizionare tallio, piombo, mercurio e platino nei gruppi giusti, qualcosa che Mendeleev non era riuscito a fare nel suo primo tentativo.
Odling non riuscì a ottenere il riconoscimento, dato che si sospettò che egli, come Segretario della Chemical Society di Londra, fosse stato determinante per screditare gli sforzi di John Newlands per la propria tavola periodica pubblicata. Un altro elemento non riconosciuto fu il suggerimento che lui, Odling, diede in un discorso tenuto alla Royal Institution nel 1855, a proposito della costituzione di idrocarburi: egli propose un tipo di carbonio metanoide (Atti della Royal Institution, 1855, vol 2, pag. DEL 63-66).  Forse influenzato dalle carte di Odling, August Kekulé diede un suggerimento simile proprio nel 1857, poi in un successivo documento nello stesso anno propose che il carbonio fosse un elemento tetravalente.

## Carriera
Odling divenne un Docente di chimica presso la scuola del St. Bartholomew's Hospital e un dimostratore alla Scuola Medica dell'ospedale nel 1850. Lasciando San Bartolomeo, nel 1868 divenne Professor 'fullerian' di Chimica alla Royal Institution dove nel 1868 e 1870 fu invitato a fornire la Royal Institution Christmas Lection sui cambiamenti chimici del carbonio nel bruciare e nel non bruciare rispettivamente.
Nel 1872, lasciata la Royal Institution, diventò un socio del Worchester College di Oxford, dove rimase fino al suo pensionamento nel 1912.
Odling lavorò anche come socio (1848- 1856), Segretario onorario (1856- 1869), vicepresidente (1869- 1872) e presidente (1873- 1875) della Chemical Society di Londra, nonché come Censore (1878-1880 e 1882- 1891), vicepresidente (1878-1880 e 1888- 1891) e presidente (1883- 1888) dell'Istituto di Chimica.
Nel 1859 fu nominato membro della Royal Society di Londra e nel 1875 gli fu concesso un dottorato onorario dall'Università di Leiden, Paesi Bassi.